# Marik Vos-Lundh
Marik Vos-Lundh (Petrograd, URSS (actual Sant Petersburg a Rússia), 3 de juny de 1923 - Vamligo (illa de Gotland), 13 de juliol de 1994), nascuda Marie-Anne Ericsson, als crèdits de vegades Marik Vos, va ser una dissenyadora de vestuari i decoradora de teatre i en ocasions al cinema.

## Biografia
Durant la seva carrera, Marik Vos-Lundh (noms dels seus dos successius marits) va ser molt activa al Royal Dramatic Theatre d'Estocolm (Kungliga Dramatiska Teatern en suec, abreujat Dramaten), on la seva primera obra de teatre com a dissenyadora de vestuari va ser La casa de Bernarda Alba de Federico García Lorca, dirigida per Alf Sjöberg (1947, amb Mai Zetterling i Mimi Pollak).
Entre les seves moltes altres obres de teatre a Dramaten, citar Antoni i Cleòpatra de William Shakespeare (dissenyador de vestuari, 1952, amb Inga Tidblad, Jarl Kulle i Allan Edwall), Ornifle ou le courant d'air de Jean Anouilh, dirigit per Mimi Pollak (dissenyador de vestuari i decorador, 1956, amb Mona Malm), La gavina d'Anton Txékhov, dirigida per Ingmar Bergman (dissenyador de vestuari i decorador, 1961, amb Eva Dahlbeck, Christina Schollin i Ulf Palme), Le Canard sauvage de Henrik Ibsen, també dirigida per Bergman (1972, amb Max von Sydow, Erland Josephson i Harriet Andersson), així com Les Corbeaux de Henry Becque, dirigida per Alf Sjöberg (1978, amb Allan Edwall i Gunn Wållgren).
La seva última obra al Dramaten — com a decoradora — és El Somni d'August Strindberg (1986, amb Lena Olin), novament al costat del director Ingmar Bergman.
Al cinema, col·labora amb aquest realitzador en cinc films, el primer La font de la donzella (dissenyadora de vestuari, 1960, amb Gunnel Lindblom i Max von Sydow). El cinquè, última direcció de Bergman a la gran pantalla, és Fanny i Alexander (dissenyadora de vestuari, 1982, amb Erland Josephson i Gunn Wållgren).
Tres d'aquestes pel·lícules suposen a Marik Vos-Lundh nominacions a l'Oscar al millor vestuari, incloent un premi el 1984 per Fanny i Alexander (pel·lícula que li va valer el nomenament als Premis BAFTA al millor vestuari).
Destacar que una de les seves peces al Dramaten, Hughie d'Eugene O'Neill (decoradora, 1958, amb Allan Edwall), és objecte d'una difusió com a telefilm el mateix any.

## Teatre (selecció)

### Només dissenyadora de vestuari
- 1947: La casa de Bernarda Alba (Bernardas hus) de Federico García Lorca, dirigida per Alf Sjöberg
- 1948: Jeanne de Lorraine (Johanna från Lothringen) de Maxwell Anderson
- 1949: Anne of a Thousand Days (En dag av tusen) de Maxwell Anderson
- 1951: Major Barbara de George Bernard Shaw
- 1951: Amorina de Carl Jonas Love Almqvist, direcció d'Alf Sjöberg
- 1952: Antoni i Cleòpatra (Antonius och Kleopatra) de William Shakespeare
- 1953: Un mes al camp (En månad på landet) d'Ivan Turguénev, dirigit per Mimi Pollak
- 1953: Herdespel d'Olof von Dalin
- 1953: Liolà de Luigi Pirandello, direcció de Mimi Pollak
- 1955: Macbeth de William Shakespeare
- 1957: Les Folies amoureuses (Kärlek och dårskap) de Jean-François Regnard
- 1958: Electra (Elektra) de Sòfocles
- 1959: El poder de la foscor (Mörkrets makt) de Lev Tolstoi, dirigit per Alf Sjöberg
- 1959: Les tres germanes (Tre sistrar) d'Anton Txékhov
- 1980: Richard III de William Shakespeare

### Només decoradora
- 1948: La puta respectuosa (Den respectfulla skökan) de Jean-Paul Sartre, dirigida per Göran Gentele
- 1948: Lekpaus de Lars Ahlin
- 1949: Ardèle ou la Marguerite (Älskar - älskar inte ...) de Jean Anouilh, direcció de Mimi Pollak
- 1950: L'os (Björnen) d'Anton Txékhov, direcció de Mimi Pollak
- 1950: La difuntamare de Madame (Fruns salig mor) de Georges Feydeau, dirigida per Mimi Pollak
- 1951: Els germans Karamàzov (Bröderna Karamasov), adaptació de la novel·la homònima de Fiódor Dostoievski
- 1951: Els fills del capità Grant (Kapten Grant och hans graner), adaptació de A. Dennery de la novel·la homònima de Jules Verne
- 1951: Robin Hood d'Owen Davis
- 1953: Una lluna per als més desfavorits (Måne för olycksfödda) d'Eugene O'Neill
- 1955: Jeppe du Mont (Jeppe på Berget) de Ludvig Holberg
- 1956: Els dies feliços (Lyckliga dagar) de Claude-André Puget, dirigida per Mimi Pollak
- 1956: La porta ha d'estar oberta o tancada (En dörr skall vara öppen eller stängd) d'Alfred de Musset
- 1957: Ett brott de Sigfrid Siwertz
- 1957: Ivanov d'Anton Txékhov
- 1958: Hughie d'Eugene O'Neill
- 1958: The Emperor Jones (Kejsar Jones) d'Eugene O'Neill
- 1958: Illa del tresor (Skattkammarön), adaptació de la novel·la homònima de Robert Louis Stevenson
- 1960: El desè home (Tionde mannen) de Paddy Chayefsky, direcció de Mimi Pollak
- 1962: Andorra de Max Frisch
- 1968: Purple Dust (Purpurdamm) de Sean O'Casey
- 1969: Don Carlos de Friedrich von Schiller
- 1969: Woyzeck de Georg Büchner, dirigida per Ingmar Bergman
- 1970: Borgaren och Marx de Lars Forssell, direcció de Mimi Pollak
- 1972: Välkommen d' Allan Edwall, dirigida per Mimi Pollak
- 1972: L'ànec salvatge (Vildanden) d'Henrik Ibsen, direcció d'Ingmar Bergman
- 1973: La Sonata (Spöksonaten) d'August Strindberg, dirigida per Ingmar Bergman
- 1973: The Double Inconstance (Den dubbla trolösheten) de Marivaux, dirigida per Erland Josephson
- 1973: Sganarelle o l'imaginari Cuckold (Sganarelle) de Molière
- 1974: À Damas (Till Damaskus) d'August Strindberg, direcció d'Ingmar Bergman
- 1976: John Gabriel Borkman de Henrik Ibsen
- 1978: Els corbs (Korparna) de Henry Becque, dirigida per Alf Sjöberg
- 1980: L'Alquimista (Alkemisten) de Ben Jonson
- 1981: Paradisbarnen de Steffan Ross, després de La Dispute de Marivaux
- 1981: Setmana Santa (Påsk) d'August Strindberg
- 1986: El somni (Ett drömspel) d'August Strindberg, direcció d'Ingmar Bergman

### Dissenyadora de vestuari i decoradora
- 1951: El Diamant (Diamanten) de Friedrich Hebbel
- 1952: El Revizor (Revisorn) de Nikolai Gógol
- 1952: Ramido Marinesco de Carl Jonas Love Almqvist
- 1954: Orestie (Orestíada) d'Èsquil
- 1954: Mariana Pineda de Federico García Lorca, escenificació de Mimi Pollak
- 1955: La dama de les camèlies (Kameliadamen) d'Alexandre Dumas fill
- 1955: El misantrop (Misantropen) de Molière
- 1956: Ornifle o el Corrent d'aire (Ornifle) de Jean Anouilh, escenificació de Mimi Pollak
- 1957: La Bruixa de l'Atles (Häxan i Atlasbergen) de George Bernard Shaw, escenificació de Mimi Pollak
- 1957: Sis personatges en cerca d'autor (Sex roller söker en författare) de Luigi Pirandello
- 1958: Repartiment de migdia (När dagen vänder) de Paul Claudel
- 1959: Den politiske kannstöparen de Ludvig Holberg
- 1959: Rosmersholm de Henrik Ibsen, escenificació d'Alf Sjöberg
- 1960: Crims i Delictes (Brott och brott) d'August Strindberg
- 1960: Les troianes (Trojanskorna) de Eurípides
- 1960: Vargar och lamm d'Alexandre Ostrovski
- 1961: La gavina (Måsen) d'Anton Txékhov, escenificació d'Ingmar Bergman
- 1961: Christina d'August Strindberg
- 1961: Yerma de Federico García Lorca
- 1963: Filoctetes (Philoktetes) de Sòfocles
- 1963: Becket o l'Honor de Déu (Becket) de Jean Anouilh
- 1963: Söndagspromenaden de Lars Forssell
- 1963: Tchin-Tchin de François, escenificació de Ulf Palme
- 1963: Doktor Meyers sister dagar de Erland Josephson
- 1964: Galenpannan de Lars Forssell
- 1965: La Ménagerie de vidre (Glasmenageriet) de Tennessee Williams
- 1965: No es bromeja amb l'amor (Lek ej med kärleken) d'Alfred de Musset, escenificació de Mimi Pollak
- 1966: Markurells i Wadköping de Hjalmar Bergman
- 1966: Carles XII (Carl XII) d'August Strindberg
- 1966: L'Aniversari (Födelsedagskalaset) d'Harold Pinter
- 1967: L'hort dels cirerers (Körsbärsträdgården) d'Anton Txékhov

## Filmografia

### Cinema
(films dirigits per Ingmar Bergman)
- 1960: La font de la donzella (Jungfrukällan) (dissenyadora de vestuari)
- 1963: Tystnaden (dissenyadora de vestuari)
- 1968: Vargtimmen (decoradora)
- 1972: Crits i murmuris (Viskningar och rop) (dissenyadora de vestuari i decoradora)
- 1982: Fanny i Alexander (Fanny och Alexander) (dissenyadora de vestuari)

### Televisió
- 1958 : Hughie, telefilm de Bengt Ekerot

## Premis i nominacions

### Premis
- Oscar al millor vestuari:[3]
  - L'any 1984, per a Fanny i Alexander.

### Nominacions
- Oscar al millor vestuari:
  - L'any 1961, categoria blanc i negre, per a La font de la donzella;
  - I l'any 1974, per a Crits i murmuris.
- BAFTA al millor vestuari:
  - L'any 1984, per a Fanny i Alexander.